# Befugnisse des Präsidenten der Vereinigten Staaten
Die Befugnisse des Präsidenten der Vereinigten Staaten von Amerika bestehen aus den durch die Verfassung aufgezählten und den durch den Einfluss und das Ansehen des Präsidentenamts abgeleiteten Kompetenzen. 

## Ausführende Gewalt

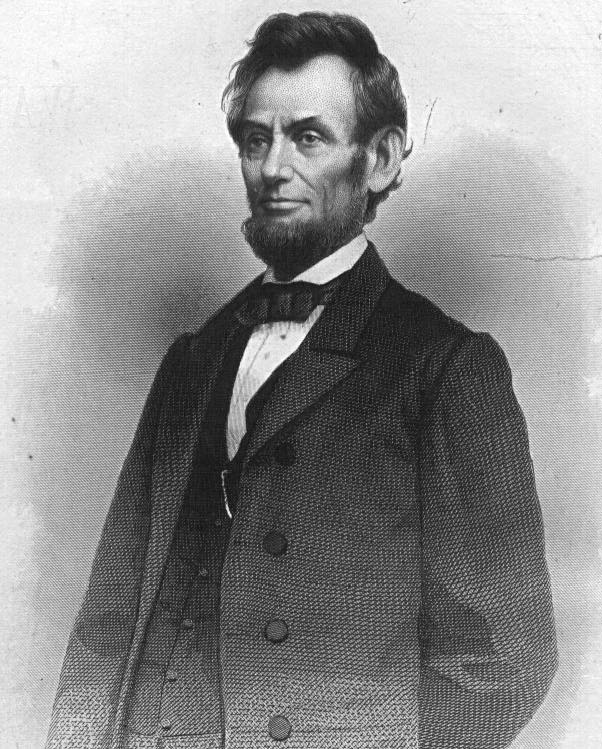
Abraham Lincoln 16. Präsident (1861–1865)

Innerhalb der US-amerikanischen Exekutive hat der Präsident weitreichende Befugnisse, nationale Angelegenheiten und die Arbeit der Bundesregierung zu überwachen. Der Präsident kann dazu Regeln, Verordnungen und als Executive Order bekannte Erlasse verkünden, die für die der Exekutive unterstehenden Behörden und Amtsträger rechtsbindend sind und nicht die Zustimmung des Kongresses benötigen, durch diesen allerdings zurückgenommen werden können. Als Oberbefehlshaber der Streitkräfte hat der Präsident auch die Möglichkeit, die Nationalgarden der Bundesstaaten zu Bundeszwecken einzuberufen. In Kriegszeiten verleiht der Kongress oft noch darüberhinausgehende Kompetenzen, um die Stabilität der amerikanischen Wirtschaft und die Sicherheit der Vereinigten Staaten zu garantieren. Solche Handlungen sind nicht direkt aus der Verfassung ablesbar, sondern sind aus der Verfassungswirklichkeit erwachsen.
Der Präsident ernennt mit Zustimmung des Senats die Minister und Direktoren vieler zur ausführenden Gewalt gehörenden Bundesbehörden. Im Jahr 2003 waren über 3000 Amtsposten vom Präsidenten ernennungspflichtig, wovon über 1200 die Zustimmung des Senats benötigen. In historischer Hinsicht ist das sogenannte „spoils system“ von Belang: Der Wahlsieger belohnte in systematischer Weise seine Gönner und Unterstützer mit Amtsposten. Das seit 1960 regelmäßig veröffentlichte „Plum Book“ nennt alle durch den Präsidenten ernannten Amtsträger.
Die Mehrzahl der Posten innerhalb der ausführenden Bundesbehörden wird allerdings durch ein dem deutschen Beamtentum ähnliches System besetzt, das stärker auf Qualifikationen und Dienstalter Rücksicht nimmt.
Der Präsident hat auch die Aufgabe, dem Kongress einen Haushaltsplan zur Beschlussfassung vorzulegen.
Am 1. Juli 2024 traf der Oberste Gerichtshof der Vereinigten Staaten in dem Fall Trump v. United States die Grundsatzentscheidung, dass US-Präsidenten für offizielle Amtshandlungen, die in ihren „ausschließlichen Bereich der verfassungsmäßigen Autorität“ fallen, die der Kongress nicht regeln kann (wie etwa Begnadigungen, das Kommando über das Militär, die Ausführung von Gesetzen oder die Kontrolle der Exekutive) lebenslange Immunität genießen. Für jene offiziellen Handlungen, die nicht in diesen inneren Kern fallen, aber dennoch in den „äußeren Bereich seiner offiziellen Verantwortung“ liegen, genießt ein Präsident die Vermutung der Immunität.

## Gesetzgebende Gewalt
Auch wenn die Verfassung alle gesetzgebende Gewalt dem Kongress zuteilt, so spielt der Präsident aufgrund seines umfangreichen Verwaltungsapparats doch eine bedeutende rechtsformulierende Rolle. Der Präsident kann auch formell Gesetzesentwürfe des Kongresses mittels Veto ablehnen. Wird dieses nicht von den Abgeordneten mit Zweidrittelmehrheit überstimmt, so ist das Gesetz gescheitert.
Des Weiteren steht dem Präsidenten das sogenannte „Pocket Veto“ als Instrument zur Gesetzesblockierung zur Verfügung. Erhält der Präsident einen Gesetzesvorschlag in den letzten zehn Tagen vor einer längeren Sitzungspause des Kongresses, kann er dieses durch Nichtunterzeichnung unwirksam werden lassen. Er kann es quasi in seine Tasche stecken, denn Gesetze werden nur wirksam, wenn sie vom Präsidenten unterzeichnet werden. Der Präsident ist jedoch darauf beschränkt, ein Gesetz entweder als Ganzes anzunehmen oder abzulehnen. Ein Line-Item-Veto, welches die Streichung einzelner Passagen ermöglicht, ist nicht vorgesehen. Ein im Jahr 1996 vom Kongress erlassenes Gesetz, das dem Präsidenten ein Line-Item-Veto erlaubte, erklärte der Oberste Gerichtshof im Jahr 1998 für verfassungswidrig. Allerdings haben fast alle Gouverneure der Bundesstaaten die Befugnis zum Line-Item-Veto.
Viele der vom Kongress bearbeiteten Gesetzesvorlagen entstehen ursprünglich in der Exekutive. In jährlichen und besonderen Nachrichten an den Kongress schlägt der Präsident oft von ihm als nötig empfundene Gesetzesinitiativen vor. Die bedeutendste dieser Nachrichten ist die jährliche „State of the Union Address“, eine jährliche Regierungserklärung, die traditionell im Januar vor dem gesamten Kongress stattfindet. Der Präsident beschreibt in der Erklärung die Lage der Nation und die Schwerpunkte seines Regierungsprogramms für das folgende Jahr. Sollte sich der Kongress nicht mit den Initiativen des Präsidenten befassen, kann dieser die Abgeordneten verfassungsgemäß zu einer Sondersitzung rufen. Außerhalb dieser beschränkten Rolle im legislativen Raum beschäftigt sich der Präsident damit, die Öffentlichkeit von seinen Plänen zu überzeugen und damit das Gesetzgebungsverfahren zu beeinflussen.

## Rechtsprechende Gewalt
Eine der verfassungsgegebenen Aufgaben des Präsidenten ist die Ernennung aller Bundesrichter mit der Zustimmung des Senats. Eine weitere bedeutende Einflussmöglichkeit ist für den Präsidenten das Begnadigungsrecht, mit welchem er jedem Straferlass zusprechen kann, der unter Verdacht steht oder von einem Gericht für schuldig befunden wurde, Bundesgesetze gebrochen zu haben. Die einzige Ausnahme ist hier das formelle Amtsenthebungsverfahren durch den Kongress (Impeachment). Das Begnadigungsrecht hat sich dahingehend entwickelt, auch Strafminderungen und Haftverkürzungen zuzulassen.

## Außenpolitik

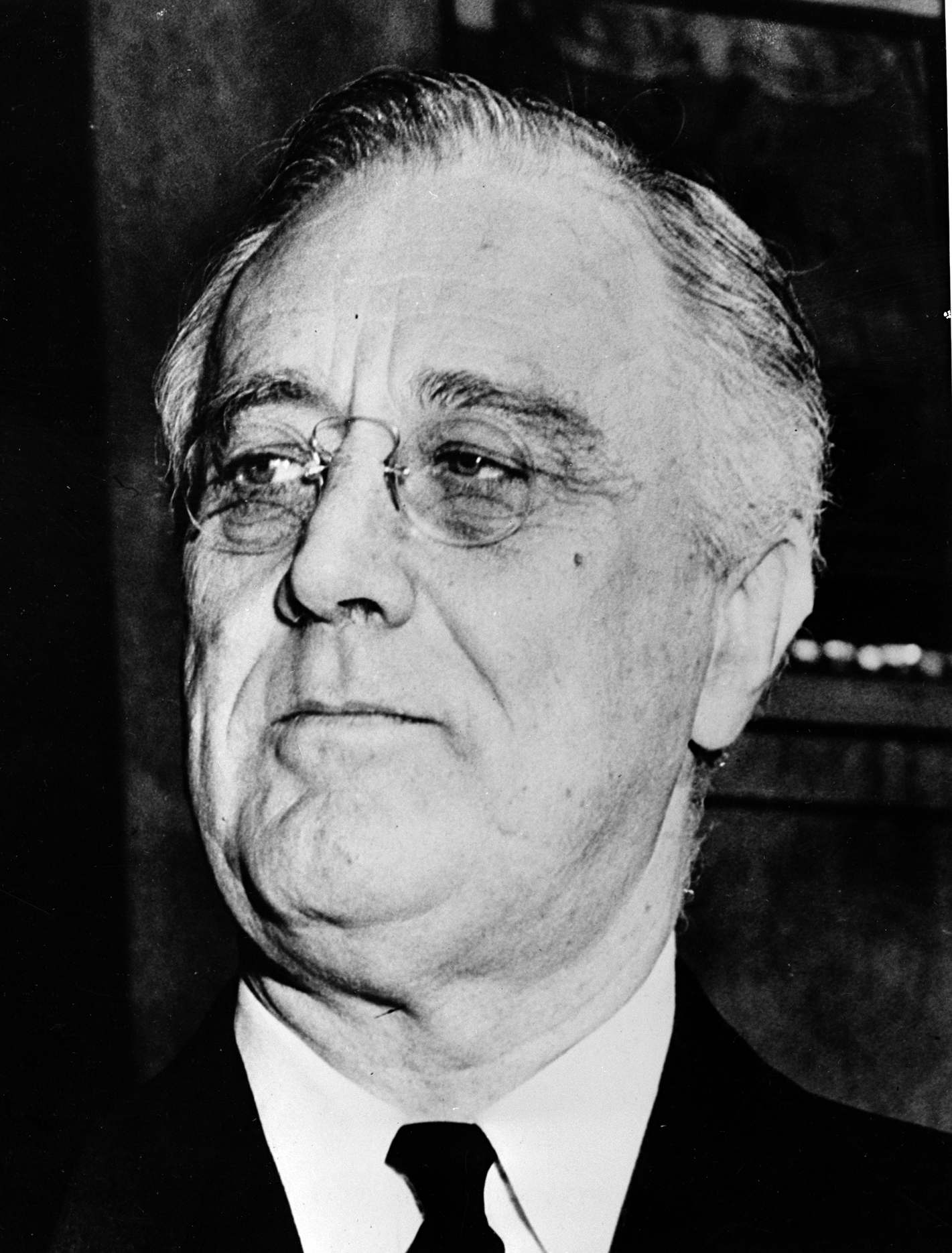
Franklin D. Roosevelt,
32. Präsident (1933–1945)

Die Verfassung bestimmt, dass der Präsident hauptverantwortlich für die politischen Verhältnisse mit anderen Staaten zuständig ist. Der Präsident ernennt mit Zustimmung des Senats alle Botschafter und Konsule und empfängt auch die Botschafter und sonstige Vertreter anderer Staaten. Mit der Hilfe des Außenministers unterhält der Präsident Beziehungen mit den Regierungen anderer Staaten. Gelegentlich nimmt der Präsident an internationalen Konferenzen selbst teil, wenn seine Anwesenheit aus protokollarischen oder politischen Erwägungen nötig ist. Präsident Woodrow Wilson führte die amerikanische Delegation zur Friedenskonferenz in Versailles nach dem Ersten Weltkrieg, Präsident Franklin D. Roosevelt traf sich mit anderen Staatsoberhäuptern im Laufe des Zweiten Weltkrieges und jeder Präsident hat sich seitdem in Gipfeltreffen mit anderen Regierungen zum Zweck der wirtschaftlichen oder politischen Zusammenarbeit oder zur Verhandlung bilateraler oder multilateraler Verträge getroffen.
Mit Hilfe des Verteidigungsministeriums und des Außenministeriums ist der Präsident auch für den Schutz amerikanischer Bürger im Ausland und ausländischer Bürger im Inland zuständig. Der Präsident entscheidet darüber, welche Staaten und Regierungen offiziell von den Vereinigten Staaten anerkannt werden. Von ihm ausgehandelte Abkommen mit anderen Staaten entfalten mit Zustimmung des Senats Rechtskraft. Ebenso kann der Präsident mit anderen Staaten executive agreements aushandeln, die nicht der Zustimmung des Senats bedürfen.